# Yağlıdere
Yağlıdere ist eine türkische Stadt und zugleich Verwaltungszentrum des gleichnamigen Landkreises in der Provinz Giresun.

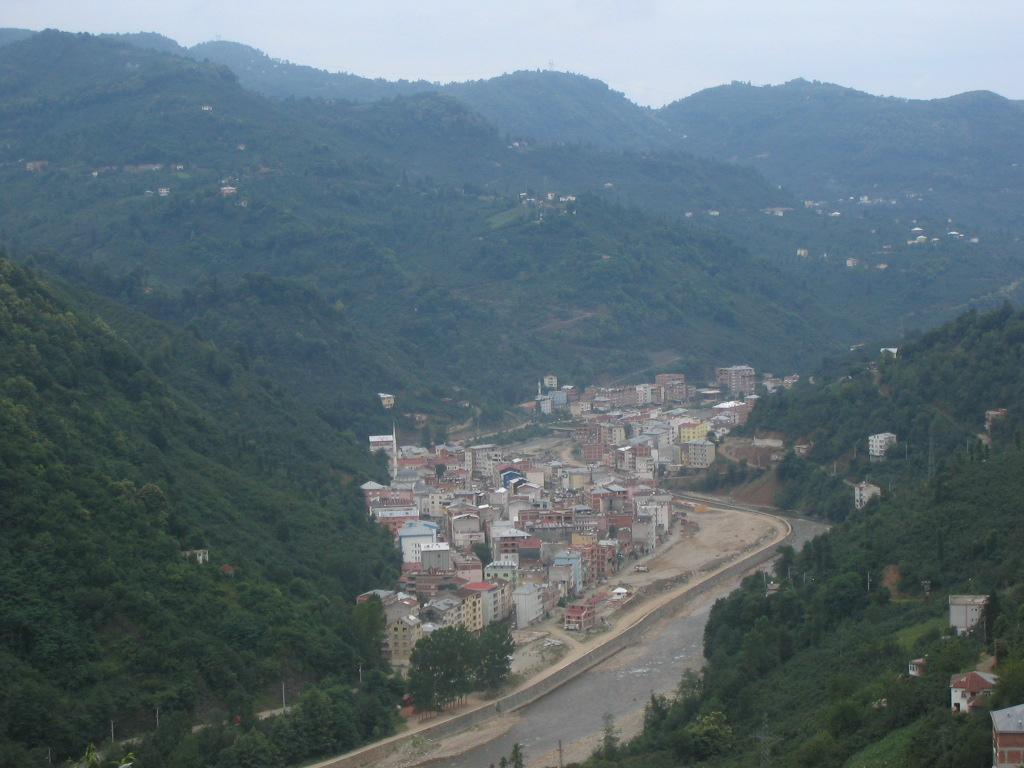
Yağlıdere

## Geographie

### Stadt
Yağlıdere wurde 1972 zur Belediye erhoben und liegt etwa 32 km (44 Straßenkilometer) südöstlich der Provinzhauptstadt Giresun. Die Stadt liegt etwa 15 km von der Schwarzmeerküste entfernt im Flusstal des Yağlıdere Çayı. Sie beherbergt die knappe Hälfte der Landkreisbevölkerung (2020: 48 %).

### Landkreis
Der im Pontischen Gebirge gelegene Landkreis Yağlıdere erstreckt sich im Hinterland der Schwarzmeerküste entlang dem Flusslauf des Yağlıdere Çayı. Der Landkreis ist ein Binnenkreis ohne Grenzen zu anderen Provinzen. Er grenzt an den Kreis Espiye im Nordosten, an den Kreis Güce im Südosten, an den Kreis Alucra im Süden, sowie an die Kreise Keşap und Dereli im Westen. Die Bevölkerungsdichte liegt unter dem Provinzdurchschnitt (von 64,4 Einw. je km²).
Der neugebildete Kreis wurde 1987 vom südlichen Teil des Landkreises Espiye abgespalten, dabei gab der Landkreis Espiye mehr als die Hälfte seines Territoriums ab.  Alle Orte gehörten bis dahin zum Bucak Yağlıdere dieses Kreises. Die letzten Bevölkerungsangaben vor der Gebietsänderung stammen von der Volkszählung 1985 und wiesen 28.912 Einwohner dafür aus, davon für den Bucakhauptort (Bucak Merkezi) Yağlıdere 3133 Einwohner.
Ende 2020 bestand der Kreis neben der Kreisstadt noch aus der Belediye Üçtepe (2238 Einw.) sowie 21 Dörfern (Köy) mit durchschnittlich 280 Bewohnern pro Dorf (Gesamtbevölkerung aller Dörfer: 5872 Einw.). Das Dörf Ömerli (Ende 2018: 473 Einw.) wurde 2019 als neuer Mahalle in die Kreisstadt eingegliedert (Ende 2020: 514 Einw.). Das Dorf Sınırköy ist mit 933 Einwohnern das größte.